# ZozoLala
ZozoLala was een Nederlands onafhankelijk strip-informatieblad dat verscheen van januari 1982 t/m november 2011 (nummer 180). Het tijdschrift werd gratis verspreid in ongeveer 60 stripboekspeciaalzaken in Nederland en België. De oplage van het blad was ongeveer 6500 exemplaren per editie.
Het blad verscheen zes keer per jaar en bevatte recensies, interviews en aankondigingen van nog te verschijnen strips voor de aankomende twee maanden. Samen met Stripschrift was dit blad het belangrijkste informatieblad op dit gebied. Waar Stripschrift zich meer richt op een algemenere aandacht voor alle stripgenres, richtte ZozoLala zich meer op de alternatieve avant-garde, literaire graphic novels, small press, autobiografische strips en undergroundstrips.
Bij elk jubileumnummer publiceerde het blad een top 100 van de beste stripalbums, gekozen door de lezers. Het tijdschrift had een zeer omvangrijk archief van verschenen artikelen op hun website.